# Miguel Esteban (kommunhuvudort)
Miguel Esteban är en kommunhuvudort i Spanien.   Den ligger i provinsen Toledo och regionen Kastilien-La Mancha, i den centrala delen av landet, 110 km sydost om huvudstaden Madrid. Miguel Esteban ligger 681 meter över havet och antalet invånare är 5 170.
Terrängen runt Miguel Esteban är platt. Runt Miguel Esteban är det ganska glesbefolkat, med 38 invånare per kvadratkilometer. Närmaste större samhälle är Alcázar de San Juan, 18,7 km sydväst om Miguel Esteban. Trakten runt Miguel Esteban består till största delen av jordbruksmark.